# Алас, Леопольдо
Леопо́льдо Гарси́я-А́лас-и-Уре́нья (исп. Leopoldo  Alas у Ureña; 25 апреля 1852, Самора, Испания — 13 июня 1901, Овьедо, Испания) — испанский писатель, один из крупнейших литературных критиков конца XIX века.
Леопольдо Алас-и-Уренья родился 25 апреля 1852 года в Саморе, детство его прошло в Леоне и Гвадалахаре, в 1865 году переехал в Овьедо. В 1871—1878 гг. он работал журналистом в Мадриде. В 1883 году в качестве профессора римского права он возвратился в Овьедо.
В литературе Леопольдо Алас-и-Уренья известен более под псевдонимом Кларин (исп. Clarín, «рожок»). Как критик он выступал сторонником натурализма, но его произведения как писателя больше относятся к критическому реализму. Алас-и-Уренья считается вдохновителем целой плеяды молодых испанских писателей, порвавших с романтической литературой второй половины XIX века.
Наиболее известны его романы «Правительница» («Регентша», La Regenta, 1884) и «Его единственный сын» (Su único hijo, 1890), в которых он резко критиковал аристократию и духовенство с буржуазно-либеральных позиций.
Алас-и-Уренья также известен сборником статей «Литература в 1881» (La literatura en 1881, 1882, совместно с Армандо Паласио-Вальдесом).
В 1974 году испанский режиссёр Гонсало Суарес снял фильм «Регентша» по одноимённому роману Кларина.